# Jordan Valley (Oregon)
Jordan Valley az Amerikai Egyesült Államok északnyugati részén, Oregon állam Malheur megyéjében, az Owhyee-folyóból kiágazó, a Michael M. Jordan 19. századi talajkutatóról elnevezett Jordan-patak mentén, az ontariói agglomerációban helyezkedik el. A 2010. évi népszámláláskor 181 lakosa volt. A város területe 5,39 km², melynek 100%-a szárazföld.

## Történet
Jordan Valley 1911-ben kapott városi rangot.
Gyakran felmerül, hogy Sacagawea fiát, Jean Baptiste Charbonneau-t itt temették el, mivel ez a legközelebbi, Dannerhez fekvő város.
A város közepén a báránytenyésztéshez a városba csábított baszk telepesek egy oromzatot emeltek; a közösségnek ma is nagy számú baszk lakosa van.

## Földrajz és éghajlat

### Földrajz
A Népszámlálási Hivatal adatai alapján a város területe 5,39 km², melynek 100%-a szárazföld.
Jordan Valley legjelentősebb pontja a Patika-domb.
A településen leginkább marha- és báránytenyésztéssel foglalkoznak. A farmerek legtöbbje ugyan messze él a várostól, de azt tekinti otthonának. Jordan Valley-ben sokan az idahói Boise és a nevadai Reno között húzódó 95-ös úton közlekedő turistákra specializálódott szolgáltatásokból élnek.
A város kiváló vadász- és horgászhely, illetve nem messze találhatóak a mára már kihunyt Jordan-kráterek. A közelben népszerű helyek még a Leslie-szurdok, a Tehén-tavak, valamint az Antilop- és a Háromtó rezervátum.

### Éghajlat
A város éghajlata a Köppen-skála szerint félszáraz (BSk-val jelölve). A legcsapadékosabb a november–március, a legszárazabb pedig a július–szeptember közötti időszak. A legmelegebb hónap július, a leghidegebb pedig december.
| Hónap                         | Jan.  | Feb.  | Már.  | Ápr.  | Máj. | Jún. | Júl. | Aug. | Szep. | Okt.  | Nov.  | Dec.  | Év    |
| ----------------------------- | ----- | ----- | ----- | ----- | ---- | ---- | ---- | ---- | ----- | ----- | ----- | ----- | ----- |
| Rekord max. hőmérséklet (°C)  | 15,0  | 20,0  | 23,9  | 30,0  | 35,0 | 38,9 | 40,6 | 38,9 | 37,2  | 32,2  | 25,0  | 16,1  | 40,6  |
| Átlagos max. hőmérséklet (°C) | 3,3   | 6,1   | 10,6  | 14,4  | 19,4 | 25,0 | 31,7 | 30,6 | 25,0  | 17,2  | 8,9   | 3,3   | 16,4  |
| Átlaghőmérséklet (°C)         | −2,2  | 0,3   | 4,2   | 7,2   | 11,4 | 15,6 | 21,4 | 20,6 | 15,0  | 8,6   | 2,3   | −2,3  | 8,6   |
| Átlagos min. hőmérséklet (°C) | −7,2  | −5,6  | −2,2  | 0,0   | 3,3  | 7,2  | 11,1 | 10,6 | 5,0   | 0,0   | −4,4  | −7,8  | 0,9   |
| Rekord min. hőmérséklet (°C)  | −31,7 | −30,6 | −23,3 | −12,8 | −9,4 | −4,4 | −5,6 | −4,4 | −9,4  | −19,4 | −25,0 | −35,0 | −35,0 |
| Átl. csapadékmennyiség (mm)   | 46    | 43    | 46    | 40    | 40   | 34   | 14   | 13   | 18    | 28    | 44    | 45    | 411   |
| Forrás: The Weather Channel   |       |       |       |       |      |      |      |      |       |       |       |       |       |

## Népesség

### 2010
A 2010-es népszámláláskor a városnak 181 lakója, 94 háztartása és 53 családja volt. A népsűrűség 33,6 fő/km2. A lakóegységek száma 149, sűrűségük 27,6 db/km2. A lakosok 95%-a fehér,  3,3%-a indián,   1,7%-a egyéb, . A spanyol vagy latino származásúak aránya 6,6% (4,4% mexikói,   2,2% egyéb spanyol vagy latino származású.)
A háztartások 17%-ában élt 18 évnél fiatalabb. 41,5% házas, 9,6% egyedülálló nő, 5,4% egyedülálló férfi, 43,6% pedig nem család. 35,1% egyedül élt; 14,9%-uk 65 éves vagy idősebb. Egy háztartásban átlagosan 1,93 személy élt; a családok átlagmérete 2,45 fő.
A medián életkor 55,9 év volt. A város lakóinak 14,9%-a 18 évesnél fiatalabb, 2,2% 18 és 24 év közötti, 12,7%-uk 25 és 44 év közötti, 38,1%-uk 45 és 64 év közötti, 32%-uk pedig 65 éves vagy idősebb. A lakosok 49,7%-a férfi, 50,3%-a pedig nő.

### 2000
A 2000-es népszámláláskor  a városnak 239 lakója, 109 háztartása és 66 családja volt. A népsűrűség 44,3 fő/km2. A lakóegységek száma 140, sűrűségük 26 db/km2. A lakosok 93,72%-a fehér,  0,42%-a indián,  0,42%-a a Csendes-óceáni szigetekről származik, 1,67%-a egyéb-, 3,77%-a pedig kettő vagy több etnikumú. A spanyol vagy latino származásúak aránya 2,09% (0,4% mexikói,   1,7% pedig egyéb spanyol/latino származású.)
A háztartások 20,2%-ában élt 18 évnél fiatalabb. 50,5% házas, 6,4% egyedülálló nő; 39,4% pedig nem család. 36,7% egyedül élt; 16,5%-uk 65 éves vagy idősebb. Egy háztartásban átlagosan 2,17 személy élt; a családok átlagmérete 2,85 fő.
A város lakóinak 22,6%-a 18 évesnél fiatalabb, 5,4% 18 és 24 év közötti, 20,9%-uk 25 és 44 év közötti, 30,5%-uk 45 és 64 év közötti, 20,5%-uk pedig 65 éves vagy idősebb. A medián életkor 45 év volt. Minden 100 nőre 88,2 férfi jut; a 18 évnél idősebb nőknél ez az arány 86,9.
A háztartások medián bevétele 25 313 amerikai dollár, ez az érték családoknál $37 500. A férfiak medián keresete $32 917, míg a nőké $16 750. A város egy főre jutó bevétele (PCI) $14 501. A családok 13,5%-a, a teljes népesség 20,5%-a élt létminimum alatt; a 18 év alattiaknál ez a szám 22%, a 65 évnél idősebbeknél pedig 8,9%.